# Rhodostrophia olivacea
Rhodostrophia olivacea är en fjärilsart som beskrevs av W. Warren 1895. Rhodostrophia olivacea ingår i släktet Rhodostrophia och familjen mätare. Inga underarter finns listade.